# Telmatactis inequalis
Telmatactis inequalis är en havsanemonart som först beskrevs av Addison Emery Verrill 1868.  Telmatactis inequalis ingår i släktet Telmatactis och familjen Isophelliidae. Inga underarter finns listade i Catalogue of Life.